# Samuel Price Carson

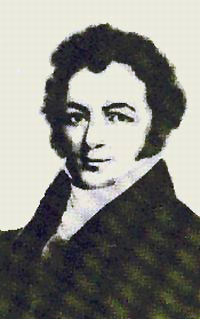
Samuel Price Carson

Samuel Price Carson (* 22. Januar 1798 in Pleasant Gardens, McDowell County, North Carolina; † 2. November 1838 in Hot Springs, Arkansas) war ein US-amerikanischer Politiker. Zwischen 1825 und 1833 vertrat er den Bundesstaat North Carolina im US-Repräsentantenhaus.

## Werdegang
Samuel Carson genoss eine private Schulausbildung und arbeitete danach in der Landwirtschaft. Außerdem begann er eine politische Laufbahn. Zwischen 1822 und 1824 saß er im Senat von North Carolina. In den 1820er Jahren schloss er sich der Bewegung um den späteren US-Präsidenten Andrew Jackson an und wurde Mitglied der von diesem 1828 gegründeten Demokratischen Partei. Bei den Kongresswahlen des Jahres 1824 wurde Carson im zwölften Wahlbezirk von North Carolina in das US-Repräsentantenhaus in Washington, D.C. gewählt, wo er am 4. März 1825 die Nachfolge von Robert B. Vance antrat, den er im Jahr 1827 in einem Duell tödlich verletzte. Nach drei Wiederwahlen konnte er bis zum 3. März 1833 vier Legislaturperioden im Kongress absolvieren. Seit dem Amtsantritt von Andrew Jackson als Präsident im Jahr 1829 wurde im Kongress heftig über dessen Politik gestritten. Dabei ging es unter anderem um die umstrittene Durchführung des Indian Removal Act, die Nullifikationskrise mit dem Staat South Carolina und die Bankenpolitik des Präsidenten.
1832 verlor Carson gegen James Graham. Ein Jahr später wurde er erneut in den Senat von North Carolina gewählt. 1835 war er Delegierter auf einer Versammlung zur Überarbeitung der Staatsverfassung. Dann zog er nach Texas, wo er an der Ausarbeitung der Unabhängigkeitserklärung von Mexiko und der Verfassung der unabhängigen Republik beteiligt war. Zwischen März und April 1836 war er erster Außenminister des neuen souveränen Staates. Im selben Jahr warb er in der Bundeshauptstadt Washington um die Anerkennung der Republik Texas. Er starb am 2. November 1838 in Arkansas.